# Tafel (bier)

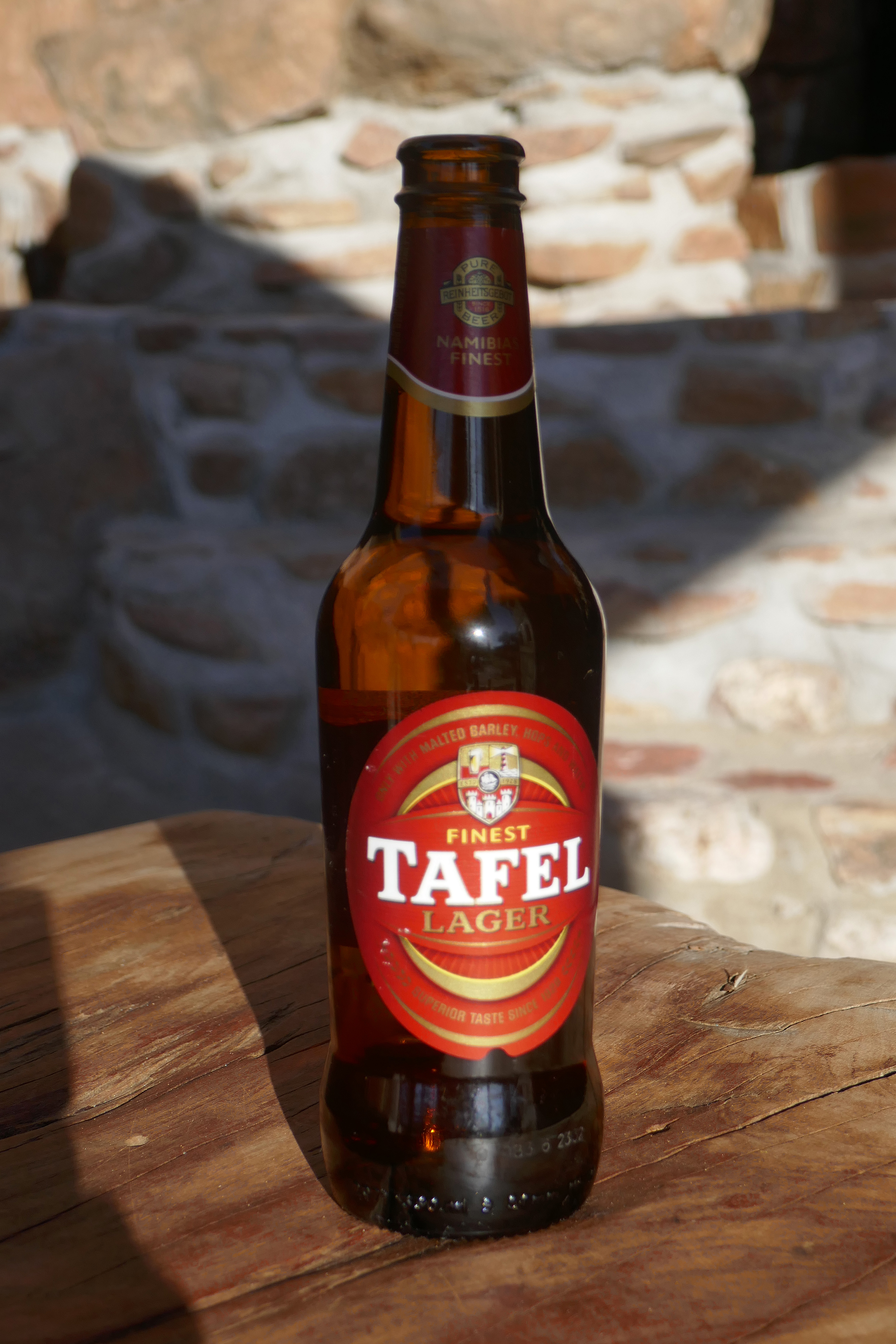
Tafel bier

Tafel is een biermerk uit Namibië. Het is een zeer populair bier in het land onder alle lagen van de bevolking.
Namibia Breweries, de brouwer van Tafel, brouwt het bier volgens het Duitse Reinheitsgebot van 1530 en importeert daarom hop uit Duitsland. Tafel heeft een alcoholpercentage van 4%. Dezelfde brouwer produceert ook Windhoek Lager.
Heineken heeft een groot aandelenbelang in de brouwerij. NBL brouwt naast Tafel ook Windhoek Lager en Heineken .